# A visit to Denmark (dokumentarfilm)
A visit to Denmark er en dansk virksomhedsfilm fra 1977 instrueret af Klaus Bichel efter eget manuskript.

## Handling
Kronprins fra Malaysia besøger Danmark og det danske firma Erling V. Jørgensen for at studere dansk landbrug.